# Martin Van Maele
Martin Van Maele, às vezes A. Van Troizem, pseudônimos de Maurice François Alfred Martin (Boulogne-sur-Seine, 12 de outubro de 1863 — Varennes-Jarcy, 5 de setembro de 1926) foi um desenhista francês especializado em ilustração erótica.
Van Maele começou sua carreira ilustrando a obra "Les Premiers Hommes dans la Lune" de H. G. Wells, editada por Felix Juven em 1901. Posteriormente ele ilustrou o romance "Thaïs" de Anatole France e algumas traduções francesas da série Sherlock Holmes.